# Perilampus australis
Perilampus australis är en stekelart som beskrevs av Girault 1915. Perilampus australis ingår i släktet Perilampus och familjen gropglanssteklar. Inga underarter finns listade i Catalogue of Life.